# دریادار سفید کمیاب
دریادار سفید کمیاب (نام علمی: Sumalia zulema) نام یک گونه از تیره فرچه‌پایان است.